# Iyar
Iyar (en hébreu : אִייָּר) est le 8e mois (le 9e mois lors des années embolismiques) de l’année civile et le 2e mois de l’année ecclésiastique du calendrier hébraïque.
Selon les années, il correspond aux mois d’avril ou de mai du calendrier grégorien.

## Commémoration, célébration
- Le 4 iyar, on commémore Yom Hazikaron.
- Le 5 iyar, on célèbre Yom Ha'atzmaout.
- Le 18 iyar, on célèbre Lag Baomer.
- Le 28 iyar, on célèbre Yom Yeroushalayim.